# Commando Helicopter Force
Le Commando Helicopter Force (CHF) est une unité de la Fleet Air Arm de la Royal Navy et un élément du Joint Helicopter Command des forces armées britanniques. Son rôle principal est de fournir un soutien par hélicoptère aux Royal Marines de la 3 Commando Brigade et à d'autres éléments de la force britannique dans l'environnement amphibie. Le CHF utilise une combinaison d'hélicoptères de transport basés à la Royal Naval Air Station Yeovilton dans le Somerset, en Angleterre.
La CHF compte trois escadrons aéronavals avec des rôles distincts:
- - 845 Naval Air Squadron : Opérations de première ligne avec transporteur moyen – Commando Merlin HC4/4A
  - 846 Naval Air Squadron : Unité de conversion opérationnelle de transport moyen et groupe aérien de lutte contre le terrorisme maritime (MAG) – Commando Merlin HC4
  - 847 Naval Air Squadron : Transport léger et reconnaissance du champ de bataille – Commando Wildcat AH1

### Liens connexes
- Fleet Air Arm
- Joint Helicopter Command
- Royal Marines